# Ekkehard Skoruppa
Ekkehard Skoruppa (* 1956 in Grevenbroich) ist ein deutscher Journalist.

## Leben und Wirken
Skoruppa studierte in Köln und Wien Germanistik, Philosophie und Pädagogik. Ab 1981 arbeitete er als freier Journalist und Kritiker unter anderem für den Kölner Stadtanzeiger und den Evangelischen Pressedienst. 1988 wurde er Hörspieldramaturg beim damaligen Süddeutschen Rundfunk (SDR). Nach der Fusion von Südwestfunk (SWF) und SDR zum Südwestrundfunk übernahm er dort zunächst das Ressort Programmmanagement bei SWR2. Ab 2003 bis 2017 leitete er die Abteilung Künstlerisches Wort mit den Redaktionen Hörspiel und Feature, Literatur, Modernes Leben, Unterhaltung und künstlerische Produktion. Unter anderem rief er den ARD-Radio-Tatort ins Leben, der die erfolgreichste Hörspielreihe im deutschen Hörfunk ist und für die Autoren wie John von Düffel, Tom Peukert, Fred Breinersdorfer, Robert Hültner und Hugo Rendler geschrieben haben.
Weiterhin ist Skoruppa Leiter und Moderator des Literatur-Ateliers Köln und  Juryvorsitzender des Peter-Huchel-Preises für Lyrik, Sekretär des Karl-Sczuka-Preises für Hörspiel und Mitglied der Deutschen Akademie der Darstellende Künste. Er wurde 1986 mit dem Kurt-Magnus-Preis und 1998 mit dem Prix Italia ausgezeichnet.

## Hörspiele (Auswahl)
Autor:
- 1994: Mit Co-Autor Hartmut Volz: Die haarsträubenden Fälle des Philip Maloney: Kowalski kommt (3 Teile) – Regie: Hans-Peter Schnicke, Ekkehard Skoruppa (Original-Hörspiel, Kurzhörspiel, Kriminalhörspiel – SDR)
- 1995: Mit Co-Autor Hartmut Volz: Kowalski und Co. (3. und 4. Folge) – Regie: Günter Maurer (Originalhörspiel, Kurzhörspiel – SDR)

Sprecher:
- 1998: Garrison Keillor: Radio Romance (3. Teil: Schwere Zeiten) (Babe Roeder) – Bearbeitung und Regie: Walter Adler (Hörspielbearbeitung – SDR/WDR)
- 2005: Walter Filz: Spekulation Sommer. Eine Dokumentar-Tragödie (Mitarbeiter des Kanzlers) – Regie: Walter Filz (Originalhörspiel, Dokumentarhörspiel – SWR/NDR)
  - Auszeichnung: Hörspiel des Monats Juni 2005
- 2006: Esmahan Aykol: Hotel Bosporus (Kellner 2) – Bearbeitung und Regie: Judith Lorentz (Hörspielbearbeitung, Kriminalhörspiel – SWR)
- 2007: Naomi Schenck: Hummelflug (Dramaturgie und Sprecher) – Regie: Naomi Schenck (Originalhörspiel – SWR)
- 2008: Christine Lehmann: Radio-Tatort: Mordlauf – Regie: Günter Maurer (Originalhörspiel, Kriminalhörspiel – SWR)
- 2008: Ingmar Bergman: Der Fisch. Nach einer Farce für den Film (Direktor) – Bearbeitung und Regie: Kai Grehn (Hörspielbearbeitung – SWR)
- 2010: Samantha Schweblin: Der Mund voller Vögel – Regie: Ulrich Lampen (Hörspielbearbeitung, Kurzhörspiel – SWR)
- 2018: Katja Röder: Radio-Tatort: Im Königreich Deutschland (Redaktion und Sprecher: Grumbach) – Regie: Alexander Schuhmacher (Originalhörspiel, Kriminalhörspiel – SWR)

Sonstiges:
- 1991: Eric Paice: Das Mord-Spiel (Redaktion) – Regie: Klaus Mehrländer (Originalhörspiel, Kriminalhörspiel – SDR)
- 1991: Giulio del Torre: Aus Studio 13: Aus Mangel an Beweisen (Bearbeitung (Wort)) – Regie: Albrecht Surkau (Kriminalhörspiel – SDR)
- 1992: Andreu Martín: Aus Studio 13: Barcelona Connection (2 Teile) (Bearbeitung (Wort)) – Regie: Eberhard Klasse (Hörspielbearbeitung, Kriminalhörspiel – SDR)
- 2006: Markus Werner: Am Hang (Dramaturgie) – Regie: Eberhard Klasse (Hörspielbearbeitung – SWR)
- 2007: Jochen Langer: Die große Woche (Dramaturgie) – Bearbeitung und Regie: Ulrich Lampen (Hörspielbearbeitung – SWR)
- 2008: Ohne Autorenangabe: Redesigning the Future ... Remix (Dramaturgie) – Regie: Frank Halbig (Ars acustica – SWR)
- 2010: Naomi Schenck: Hawaii – Szene aus einer hellen Nacht (Dramaturgie) – Regie: Oliver Sturm (Originalhörspiel – SWR)
- 2013: Matthias Spranger: Wagner! Wir wissen ... (10 Folgen) (Dramaturgie) – Regie: Iris Drögekamp (Originalhörspiele, Kurzhörspiele – SWR)
- 2013: Agnieszka Lessmann: Grüne Grenze (Dramaturgie) – Regie: Alexander Schuhmacher (Originalhörspiel – SWR/Deutschlandradio)
- 2014: Walter Adler: Radio-Tatort: Wilde Tiere (Dramaturgie) – Regie: Walter Adler (Originalhörspiel, Kriminalhörspiel – SWR)
- 2017: Kai Magnus Sting: Tod unter Gurken. Kriminalgrotesken (2 Teile) (Dramaturgie) – Regie: Leonhard Koppelmann (Originalhörspiel, Kriminalhörspiel – SWR)
- 2018: Hugo Rendler: Radio-Tatort: Handicap 55 (Dramaturgie) – Regie: Alexander Schuhmacher (Originalhörspiel, Kriminalhörspiel – SWR)
- 2019: Hugo Rendler: Radio-Tatort: Schwestern (Dramaturgie) – Regie: Alexander Schuhmacher (Originalhörspiel, Kriminalhörspiel – SWR)
- 2020: Katja Röder: Radio-Tatort: Das dunkle Netz (Dramaturgie) – Regie: Alexander Schuhmacher (Originalhörspiel, Kriminalhörspiel – SWR)